# Дельта (штат)
Дельта (англ. Delta) — нефтедобывающий штат на юге Нигерии в дельте Нигера. Общая площадь штата — 17 698 км². Население по данным 2006 г. — 4 112 445 человек (2 069 309 мужчин и 2 043 139 женщин). Административный центр штата — город Асаба. Крупнейший город штата, его экономический центр — город Варри.

## Население
Населён преимущественно представителями народов игбо, исоко, иджо и итсекири.

## Административный центр
В административном отношении делится на три округа (Северная Дельта, Южная Дельта и Центральная Дельта), а они на 25 ТМУ:
| - Aniocha-North - Aniocha-South (Огваши-Уку) - Bomadi - Burutu - Ethiope-East - Ethiope-West - Ika-North - Ika-South (Агбор) - Isoko-North - Isoko-South - Ndokwa-East - Ndokwa-West - Okpe (Орерокпе) |  | - Oshimili-North - Oshimili-South - Patani - Sapele - Udu - Ughelli-North (Угелли) - Ughelli-South - Ukwuani - Uvwie - Warri-North - Warri-South - Warri-South-West |